# New Network Architecture
La New Network Architecture désigne l'un des premiers ensemble de produits pour le transport des données entre ordinateurs à avoir été conçus à des fins de téléinformatique, pour le compte de la Compagnie internationale pour l'informatique dans les années 1970.

## Histoire
Lancée dès 1971 par l'ingénieur Michel Elie, la New Network Architecture s'est appuyée sur Transiris, logiciel réseau installé au cœur même de Siris 8, le système d'exploitation de l'Iris 80, ordinateur de la Compagnie internationale pour l'informatique. 
La nouvelle architecture a d'abord été dirigée par Michel Elie, seul européen à avoir participé aux travaux du Arpanet, à l'Université de Californie à Los Angeles, au sein du Network Working Group. Elle se voulait ouverte, compatible, et a constitué l'ancêtre des protocoles TCP/IP. Alors que la CII investit lourdement dans les communications, en logiciels comme en matériels, c'est ensuite Claude Boulle, père de Siris 8, avec Jean Ichbiah et l'aide de l'IRIA, qui mène une équipe d’architectes, avec Alain Bron, Michel Bourguignon, Charles de Bourbon et Michel Elie, pour la mise au point de la New Network Architecture, sur un modèle en couches pur, utilisant les datagrammes, comme Arpanet et Cyclades (réseau). 
La NNA s'est ensuite appuyé sur Datanet, équipé d'un processeur frontal et développé sur le mini-ordinateur Mitra 15 puis sur Mini 6, reliés à l'Iris 80. Après 1976, la New Network Architecture a été rebaptisée DSA et en 1978, elle a été le support d'une nouvelle norme ISO, obtenue avec l'aide de Charles Bachman, chercheur au sein du groupe honeywell, avec lequel avait fusionné en 1975 la Compagnie internationale pour l'informatique . Comme la DSA et l'IBM Systems Network Architecture, le  modèle OSI sera constitué de  7 couches : 1 Couche physique, 2 Couche de liaison, 3 Couche de réseau, 4 Couche de transport, 5 Couche de session, 6 Couche de présentation et 7 couche « application ».